# Casa Manolo (Riba-roja d'Ebre)
La Casa Manolo és una obra de Riba-roja d'Ebre (Ribera d'Ebre) inclosa a l'Inventari del Patrimoni Arquitectònic de Catalunya.

## Descripció
Situat entre el carrer del Sol i el carrer del Mestre Cabané. Edifici cantoner de dues crugies que consta de planta baixa, dos pisos i golfes. Té la coberta a dues vessants amb el carener paral·lel a la façana. El frontis es compon simètricament segons dos eixos, formats per finestrals d'arc pla arrebossat, els dels pisos centrals amb sortida a un balcó. S'hi accedeix a través de dos portals, el principal d'arc de mig punt adovellat amb una orla decorada a la clau on hi ha inscrit l'any "1774". L'altre portal és d'arc pla de pedra carejada. L'acabat exterior és arrebossat amb pòrtland.